# Tipula crassicornis
Tipula crassicornis är en tvåvingeart som beskrevs av Zetterstedt 1838. Tipula crassicornis ingår i släktet Tipula och familjen storharkrankar. Enligt den svenska rödlistan är arten otillräckligt studerad i Sverige. Arten förekommer i Svealand och Övre Norrland. Artens livsmiljö är skogslandskap. Inga underarter finns listade i Catalogue of Life.